# ستارا ماسلينا

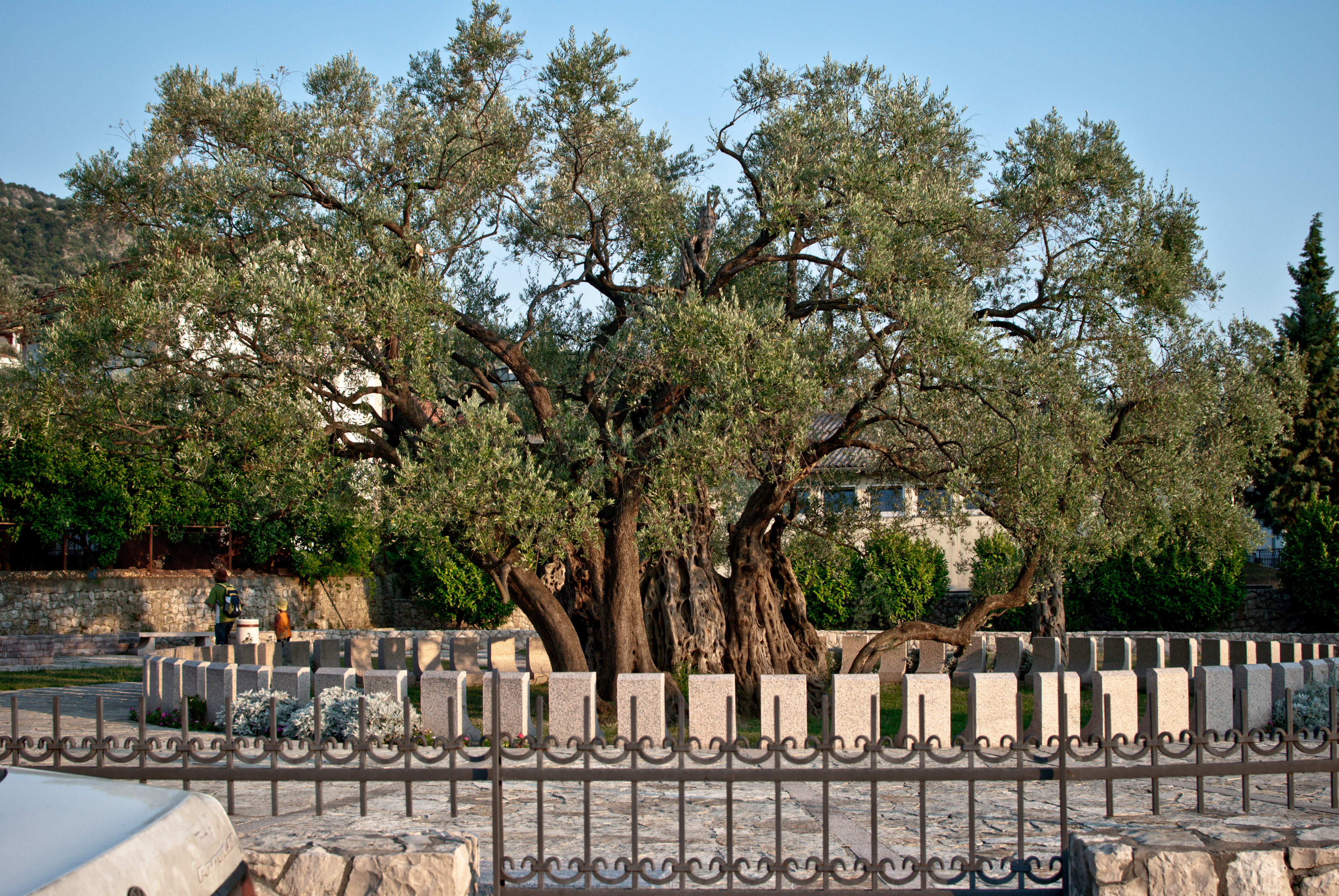
ستارا ماسلينا

ستارا ماسلينا ( بالسيريالية المحكية في الجبل الأسود: Стара маслина، (بالإنجليزية: Old Olive Tree)‏) هي واحدة من أقدم أشجار الزيتون في العالم، توجد بالقرب من ستاري بار (مدينة بار) في الجبل الأسود. يقال أن عمر الشجرة يزيد عن 2000 عام. وهي منطقة جذب سياحي شهيرة في البلاد.
أحد جوانب الشجرة محترق بالكامل. وفقًا للفولكلور الشعبي، كانت مجموعة من الرجال يلعبون الورق بجوار الشجرة؛ أثناء اللعب، ألقى أحد الرجال بطريق الخطأ عود ثقاب مشتعل على الشجرة، وسرعان ما اشتعلت فيها النيران.
عام 2023، اكتشفت البلدية أن أجزاءً من الشجرة تموت، ما دفع إلى تشكيل لجنة خبراء للحفاظ على الشجرة. وكأحد الإصلاحات، جرى تنفيذ نظام جديد لتصريف المياه. 

## أنظر أيضاً
- قائمة الأشجار الفردية
- قائمة أقدم الأشجار

## روابط خارجية
- TuristickaOrganizacija Bara - ستارا ماسلينا, 2009-04-13